# Liste des chapitres de Kingdom
Pour un article plus général, voir Kingdom (manga).
Cet article est un complément de l'article sur le manga Kingdom. Il contient la liste des volumes du manga constituant les différentes séries principales.
La série est publiée depuis 2006 dans le magazine Weekly Young Jump de l'éditeur Shūeisha. Le premier volume relié est publié le 19 mai 2006.
En mai 2018, les éditions Meian annoncent l'acquisition des droits de Kingdom pour la version française.

## Liste des volumes

### Tomes 1 à 10
| no | Japonais         | Japonais          | Français          | Français          |
| no | Date de sortie   | ISBN              | Date de sortie    | ISBN              |
| --- | ---------------- | ----------------- | ----------------- | ----------------- |
| 1 | 19 mai 2006      | 4-08-877079-X     | 13 septembre 2018 | 978-2-36877-805-0 |
| Liste des chapitres : - Chapitre 1 : L'orphelin (無名の少年, Mumei no shōnen) - Chapitre 2 : La carte (地図, Chizu) - Chapitre 3 : La doublure (身代わり, Migawari) - Chapitre 4 : L'armée des rebelles (反乱軍の手, Hanran gun no te) - Chapitre 5 : Le demi-frère (異母弟, Ibo-tei) - Chapitre 6 : La décision de Hyou (漂の決意, Piāo no ketsui) - Chapitre 7 : L'assassin venu du Sud (南方から来た刺客, Nanpō kara kita shikaku) - Chapitre 8 : L'oiseau colossal de Qin (秦の怪鳥, Qín no kaichō) |                  |                   |                   |                   |
| 2 | 18 août 2006     | 4-08-877129-X     | 13 septembre 2018 | 978-2-36877-806-7 |
| Liste des chapitres : - Chapitre 9 : Les habitants des montagnes (山の民, Yama no min) - Chapitre 10 : Pris au dépourvu (油断, Yudan) - Chapitre 11 : La détermination (不退転, Fu taiten) - Chapitre 12 : Un serviteur loyal (忠臣, Chūshin) - Chapitre 13 : Une bataille acharnée (熱き合戦, Netsu ki kassen) - Chapitre 14 : Vers le titre de Général (将軍への道, Shōgun e no dō) - Chapitre 15 : Le Chancelier Ryo (呂丞相, Lǚ jōshō) - Chapitre 16 : Les 300 brutes (馬酒兵三百, Mǎjiǔ hei sanbyaku) - Chapitre 17 : La rencontre (遭遇, Sōgū) - Chapitre 18 : L'engagement (託す思い, Takusu omoi) - Chapitre 19 : Un étonnant nouveau monde (驚愕の世界, Kyōgaku no sekai)                          |                  |                   |                   |                   |
| 3 | 17 novembre 2006 | 4-08-877171-0     | 11 octobre 2018   | 978-2-36877-807-4 |
| Liste des chapitres : - Chapitre 20 : Yôtanwa (楊端和, Yotanwa) - Chapitre 21 : Le dialogue (会談, Kaidan) - Chapitre 22 : L'alliance (盟, Mei) - Chapitre 23 : Le trône du prince héritier (太子の座, Taishi no za) - Chapitre 24 : Un rêve de cavalier (騎兵の夢, Kihei no yume) - Chapitre 25 : 3 000 hommes contre 80 000 (３千対８万, Sanzen tsui hachi man) - Chapitre 26 : La capitale Kanyou (王都咸陽, Ōto Kan'yō) - Chapitre 27 : L'ouverture des portes (開門, Kaimon) - Chapitre 28 : L'initiative (先陣, Senjin) - Chapitre 29 : Rapide comme l'éclair (電光石火, Denkō sekka) - Chapitre 30 : La confrontation (対面, Taimen)                                                                 |                  |                   |                   |                   |
| 4 | 19 février 2007  | 978-4-08-877213-4 | 11 octobre 2018   | 978-2-36877-808-1 |
| Liste des chapitres : - Chapitre 31 : L'unité d'arbalétriers de Gikou (魏興の弩行隊, Gikō no ishiyumi gyō-tai) - Chapitre 32 : Le chef des assassins (人斬り長, Hitokiri-chō) - Chapitre 33 : La provocation (触発, Shokuhatsu) - Chapitre 34 : La frénésie (逆上, Gyakujō) - Chapitre 35 : Les forces combinées (合力, Gōriki) - Chapitre 36 : Les railleries du frère du roi (嘲笑う王弟, Azakewarau ōtei) - Chapitre 37 : La vengeance (仇, Ada) - Chapitre 38 : Rankai (ランカイ, Rankai) - Chapitre 39 : Baijo (バジオウ, Bajiō) - Chapitre 40 : Le Mal (悪, Aku) - Chapitre 41 : Le coup décisif (決定打, Kettei-da)                                                                                  |                  |                   |                   |                   |
| 5 | 18 mai 2007      | 978-4-08-877259-2 | 11 novembre 2018  | 978-2-36877-809-8 |
| Liste des chapitres : - Chapitre 42 : La vision (夢幻, Mugen) - Chapitre 43 : L'arrivée de l'oiseau colossal (怪鳥飛来, Kaichō hirai) - Chapitre 44 : Le roi Sho (昭王, Shō ō) - Chapitre 45 : La confrontation (対峙, Taiji) - Chapitre 46 : Les deux frères (兄弟, Kyōdai) - Chapitre 47 : Le premier château (最初の城, Saisho no shiro) - Chapitre 48 : Le recrutement (募集, Boshū) - Chapitre 49 : Le "Go" (伍, Go) - Chapitre 50 : L'armée de Wei (魏国軍, Wèi kokugun) - Chapitre 51 : Les retrouvailles (再会, Saikai) - Chapitre 52 : Les plaines Dakan (蛇甘平原, Dakan heigen) - Hors-série : Réminiscences du village Kokuhi (黒卑村回想, Hēibēi son kaisō)                                    |                  |                   |                   |                   |
| 6 | 19 juillet 2007  | 978-4-08-877289-9 | 11 novembre 2018  | 978-2-36877-810-4 |
| Liste des chapitres : - Chapitre 53 : L'organisation de l'armée (軍編成, Gun hensei) - Chapitre 54 : Un pour tous, tous pour le "go" (五身一体, Go mi ittai) - Chapitre 55 : La bataille du "go" (伍の戦い, Go no tatakai) - Chapitre 56 : L'unité de chars (戦車隊, Sensha-tai) - Chapitre 57 : Les remparts de Kyoukai (羌瘣の防壁, Kyōkai no bōheki) - Chapitre 58 : Le duel (一騎打ち, Ikki uchi) - Chapitre 59 : Le flair (嗅覚, Kyūkaku) - Chapitre 60 : Le déferlement des cavaliers (騎馬隊怒涛, Kiba-tai dotō) - Chapitre 61 : Les honneurs et les récompenses (栄誉と恩賞, Eiyo to onshō) - Chapitre 62 : S'approcher au plus près (肉迫, Nikuhaku) - Chapitre 63 : Le miracle (奇蹟, Kiseki)     |                  |                   |                   |                   |
| 7 | 19 octobre 2007  | 978-4-08-877336-0 | 11 décembre 2018  | 978-2-36877-811-1 |
| Liste des chapitres : - Chapitre 64 : Les mots d'un chef (将の言葉, Shō no kotoba) - Chapitre 65 : L'intrus (乱入者, Rannyū-sha) - Chapitre 66 : Deux types de généraux (武将の型, Bushō no kata) - Chapitre 67 : L'aptitude d'un général (将の才力, Shō no sai-ryoku) - Chapitre 68 : Le général (将軍, Shōgun) - Chapitre 69 : L'attaque en tenaille (挟撃, Kyōgeki) - Chapitre 70 : Les deux géants (両雄, Ryōyū) - Chapitre 71 : La confrontation des Généraux (大将対決, Taishō taiketsu) - Chapitre 72 : Le royaume déchu (亡国, Bōkoku) - Chapitre 73 : Le retour au pays (帰国, Kikoku) - Chapitre 74 : Le réconfort (伽, Togi)                                                                     |                  |                   |                   |                   |
| 8 | 19 décembre 2007 | 978-4-08-877361-2 | 11 décembre 2018  | 978-2-36877-812-8 |
| Liste des chapitres : - Chapitre 75 : Le passé (過去, Kako) - Chapitre 76 : Le marché noir (闇商, Yami shō) - Chapitre 77 : Les points de contrôle (関所抜け, Sekisho nuke) - Chapitre 78 : La solitude (孤独, Kodoku) - Chapitre 79 : Les esprits (亡霊, Bōrei) - Chapitre 80 : L'adieu (訣別, Ketsubetsu) - Chapitre 81 : La séparation (別離, Betsuri) - Chapitre 82 : Le commandant aux cent hommes (百将, Hyaku shō) - Chapitre 83 : Le Shiyu (蚩尤, Shiyū) - Chapitre 84 : L'assaut des assassins (刺客急襲, Shikaku kyūshū) - Chapitre 85 : La danse de Kyoukai (羌瘣舞う, Kyōkai mau) |                  |                   |                   |                   |
| 9 | 18 mars 2008     | 978-4-08-877409-1 | 11 décembre 2018  | 978-2-36877-813-5 |
| Liste des chapitres : - Chapitre 86 : La tête pensante (黒幕, Kuromaku) - Chapitre 87 : Un nom millénaire (千年の名, Sen nen no na) - Chapitre 88 : Le compagnon de guerre (戦友, Sen'yū) - Chapitre 89 : Le point faible (弱点, Jakuten) - Chapitre 90 : Gagner du temps (時間稼ぎ, Jikan kasegi) - Chapitre 91 : La spécialité (本領, Honryō) - Chapitre 92 : Le secret (秘密, Himitsu) - Chapitre 93 : La véritable nature (正体, Shōtai) - Chapitre 94 : Le rituel (祭, Matsuri) - Chapitre 95 : La règle (掟, Okite) - Chapitre 96 : La faction du chancelier Ryo (呂氏派, Ryo-shi-ha) |                  |                   |                   |                   |
| 10 | 19 juin 2008     | 978-4-08-877462-6 | 11 décembre 2018  | 978-2-36877-814-2 |
| Liste des chapitres : - Chapitre 97 : Un homme imprévisible (未知なる男, Michi naru otoko) - Chapitre 98 : L'audience royale (上奏, Jōsō) - Chapitre 99 : Les Six Grands Généraux (六大将軍, Roku dai shōgun) - Chapitre 100 : Tous les deux (二人, Futari) - Chapitre 101 : Un nouveau chemin (新たな道, Arata na dō) - Chapitre 102 : Ce qui dépend de Ten (オレ次第, Ore shidai) - Chapitre 103 : Le stratège (軍師, Gunshi) - Chapitre 104 : La conversation nocturne (夜語り, Yoru-katari) - Chapitre 105 : Discussion à nu (裸の付き合い, Hadaka no tsukiai) - Chapitre 106 : Le souhait d'être formé (修行願い, Shugyō negai) - Chapitre 107 : Hors des murs de Qin (無国籍地帯, Mu kokuseki chitai) |                  |                   |                   |                   |

### Tomes 11 à 20
| no | Japonais          | Japonais          | Français        | Français          |
| no | Date de sortie    | ISBN              | Date de sortie  | ISBN              |
| --- | ----------------- | ----------------- | --------------- | ----------------- |
| 11 | 19 septembre 2008 | 978-4-08-877504-3 | 11 février 2019 | 978-2-36877-815-9 |
| Liste des chapitres : - Chapitre 108 : Les Trois Grands Cieux (三大天, San dai ten) - Chapitre 109 : L'offensive de Zhao (趙の蹂躙, Zhào no jūrin) - Chapitre 110 : La valeur d'un chef (将の力量, Shō no rikiryō) - Chapitre 111 : La nomination (任命, Ninmei) - Chapitre 112 : Les retrouvailles de compagnons d'armes (戦友集結, Sen'yū shūketsu) - Chapitre 113 : Bayou (馬陽, Uma yō) - Chapitre 114 : Le départ d'Ouki pour le front (王騎出陣, Ōki shutsujin) - Chapitre 115 : Houken (龐煖, Hōken) - Chapitre 116 : La cristallisation de l'art martial (武の結晶, Bu no kesshō) - Chapitre 117 : La raison (理由, Riyū) - Chapitre 118 : Le rassemblement des deux armées (両軍揃う, Ryōgun sorou)                                               |                   |                   |                 |                   |
| 12 | 19 décembre 2008  | 978-4-08-877563-0 | 11 février 2019 | 978-2-36877-816-6 |
| Liste des chapitres : - Chapitre 119 : Le fer de lance (先鋒隊動く, Senpō-tai ugoku) - Chapitre 120 : La mission (任務, Ninmu) - Chapitre 121 : L'infiltration (潜行, Senkō) - Chapitre 122 : L'attaque suicide (特攻, Tokkō) - Chapitre 123 : Mêlée sur le flanc gauche ! (左軍混乱, Hidari gun konran) - Chapitre 124 : Prendre par surprise (虚を突く, Kyo o tsuku) - Chapitre 125 : Une question de distance (距離, Kyori) - Chapitre 126 : Une unité d'élite (精兵部隊, Seihei butai) - Chapitre 127 : L'habilité (上手, Jōte) - Chapitre 128 : La part de 100 personnes (百等分, Hyaku tōbun) - Chapitre 129 : Tel une flèche (飛矢, Hi ya) |                   |                   |                 |                   |
| 13 | 19 mars 2009      | 978-4-08-877611-8 | 11 février 2019 | 978-2-36877-817-3 |
| Liste des chapitres : - Chapitre 130 : La réputation (名声, Meisei) - Chapitre 131 : Le deuxième jour (二日目, Futa-ka-me) - Chapitre 132 : La force (力, Chikara) - Chapitre 133 : La percée (戦局打破, Senkyoku daha) - Chapitre 134 : La victoire de la stratégie (作戦勝ち, Sakusen kachi) - Chapitre 135 : Le renversement de situation (退転, Taiten) - Chapitre 136 : La poursuite (追走, Tsuisō) - Chapitre 137 : L'apparition (現る, Arawaru) - Chapitre 138 : L'attaque nocturne (夜襲, Yashū) - Chapitre 139 : La calamité (天災, Tensai) - Chapitre 140 : À deux contre un (二対一, Ni tai ichi) |                   |                   |                 |                   |
| 14 | 19 juin 2009      | 978-4-08-877663-7 | 11 février 2019 | 978-2-36877-818-0 |
| Liste des chapitres : - Chapitre 141 : Une technique divine (神の業, Kami no gō) - Chapitre 142 : Neuf ans après (九年ぶり, Kyū nen-buri) - Chapitre 143 : Une situation difficile à appréhender (把握不能, Haaku funō) - Chapitre 144 : Un succès entrevu (倒せる, Taoseru) - Chapitre 145 : Un travail d'équipe (「集」の作戦, ‘Shū' no sakusen) - Chapitre 146 : L'échec (失敗, Shippai) - Chapitre 147 : Les deux frères (尾兄弟, O kyōdai) - Chapitre 148 : Les amis (友, Tomo) - Chapitre 149 : Les retrouvailles (再結集, Sai kesshū) - Chapitre 150 : La véritable force d'Ouki (王騎の実力, Ōki no jitsuryoku) - Chapitre 151 : Moubu en approche (蒙武迫る, Mōbu semaru)                                                                         |                   |                   |                 |                   |
| 15 | 18 septembre 2009 | 978-4-08-877715-3 | 15 avril 2019   | 978-2-36877-819-7 |
| Liste des chapitres : - Chapitre 152 : Le piège (罠, Wana) - Chapitre 153 : Les drapeaux (旗, Hata) - Chapitre 154 : Moubu pris au piège (蒙武掛かる, Mōbu kakaru) - Chapitre 155 : L'armée du Nord (北の軍, Kita no gun) - Chapitre 156 : L'arrivée (到着, Tōchaku) - Chapitre 157 : Coup de fouet au moral (士気高揚, Shiki kōyō) - Chapitre 158 : Le premier rôle (真打ち, Shin'uchi) - Chapitre 159 : Les prévisions (予想, Yosō) - Chapitre 160 : Les Généraux en chef (総大将見える, Sō taishō mieru) - Chapitre 161 : La valeur individuelle (個人の武, Kojin no bu) - Chapitre 162 : La véritable identité de Kyou (摎の正体, Kyō no shōtai) |                   |                   |                 |                   |
| 16 | 18 décembre 2009  | 978-4-08-877771-9 | 15 avril 2019   | 978-2-36877-820-3 |
| Liste des chapitres : - Chapitre 163 : Le secret de Kyou (摎の秘密, Kyō no himitsu) - Chapitre 164 : Des retrouvailles imprévues (邂逅, Kaikō) - Chapitre 165 : L'origine de la force d'Ouki (強さの根源, Tsuyo-sa no kongen) - Chapitre 166 : L'incompatibilité (相容れず, Ai irezu) - Chapitre 167 : L'autorité militaire de Qin (秦の武威, Qín no bui) - Chapitre 168 : Une nouvelle ère (新たな時代, Arata na jidai) - Chapitre 169 : Sur le fil (死線, Shisen) - Chapitre 170 : Un grand général sous les cieux (天下の大将軍, Tenka no Taishōgun) - Chapitre 171 : La vue d'un général (将軍の景色, Shōgun no keshiki) - Chapitre 172 : L'héritage (継承, Keishō) - Chapitre 173 : La fin de la guerre (終戦, Shūsen)                                |                   |                   |                 |                   |
| 17 | 19 mars 2010      | 978-4-08-877819-8 | 15 avril 2019   | 978-2-36877-821-0 |
| Liste des chapitres : - Chapitre 174 : Commandant de 300 hommes (三百人将, Sanbyaku-nin shō) - Chapitre 175 : Riboku, en route vers Kanyou (李牧､咸陽へ, Riboku, Kan'yō e) - Chapitre 176 : La proposition (提案, Teian) - Chapitre 177 : Les négociations (交渉, Kōshō) - Chapitre 178 : Le banquet (祝宴, Shukuen) - Chapitre 179 : 5 ans (五年, Go nen) - Chapitre 180 : Les batailles préliminaires (前哨戦, Zenshō-sen) - Chapitre 181 : Les fourmis (蟻, Ari) - Chapitre 182 : Savoir se montrer plus rusé (出し抜く, Dashinuku) - Chapitre 183 : La troisième faction (第三勢力, Dai san seiryoku) - Chapitre 184 : La reine-mère (太后, Taigō) |                   |                   |                 |                   |
| 18 | 18 juin 2010      | 978-4-08-877873-0 | 15 avril 2019   | 978-2-36877-822-7 |
| Liste des chapitres : - Chapitre 185 : Une mère et son fils (母子, Boshi) - Chapitre 186 : L'ombre d'une beauté (美姫の面影, Biki no omokage) - Chapitre 187 : Le message de Kou (向､伝える, Kō, tsutaeru) - Chapitre 188 : Une opportunité en or (希貨置くべし, Ki ka okubeshi) - Chapitre 189 : L'alignement (揃い踏み, Soroibumi) - Chapitre 190 : Le siège (攻城, Kōjō) - Chapitre 191 : La puissance de la Gyoku Hou (玉鳳の武, Gyoku Hō no bu) - Chapitre 192 : La réalité d'une invasion (侵略の現実, Shinrya ku no genjitsu) - Chapitre 193 : Ma façon de faire la guerre (俺のやり方, Ore no yari kata) - Chapitre 194 : Un homme nommé Renpa (その男､廉頗, Sono otoko, Renpa) - Chapitre 195 : La nuit à Kinrikan (近利関の夜, Kinrikan no yoru) |                   |                   |                 |                   |
| 19 | 19 août 2010      | 978-4-08-879015-2 | 11 juin 2019    | 978-2-36877-823-4 |
| Liste des chapitres : - Chapitre 196 : La lance volante (飛槍, Hi yari) - Chapitre 197 : L'allure d'un général (武将の空気, Bushō no kūki) - Chapitre 198 : Ouki et Renpa (王騎と廉頗, Ōki to Renpa) - Chapitre 199 : Une étrange habitude (不思議な癖, Fushigi na kuse) - Chapitre 200 : Le commandant de mille hommes (千人将, Sen-nin shō) - Chapitre 201 : La voix de Shin (信の声, Shin no koe) - Chapitre 202 : L'annonce (告げる, Tsugeru) - Chapitre 203 : L'étreinte (抱擁, Hōyō) - Chapitre 204 : Les unités reformées (急造部隊, Kyūzō butai) - Chapitre 205 : Une technique de lance meurtrière (必殺の槍術, Hissatsu no sōjutsu) - Chapitre 206 : Le plan de l'unité Hi Shin (飛信隊の作戦, Hi Shin-tai no sakusen)                           |                   |                   |                 |                   |
| 20 | 19 novembre 2010  | 978-4-08-879057-2 | 11 juin 2019    | 978-2-36877-824-1 |
| Liste des chapitres : - Chapitre 207 : Genpo entre en scène (玄峰、参戦, Genpō, sansen) - Chapitre 208 : La position du QG ennemi (敵本陣の場所, Teki honjin no basho) - Chapitre 209 : Genpo aux commandes (玄峰、翻弄, Genpō, honrō) - Chapitre 210 : Être mené par le bout du nez (手玉, Tedama) - Chapitre 211 : Au tour des généraux (副将、動く, Fukushō, ugoku) - Chapitre 212 : L'ancien bandit (曲者, Kusemono) - Chapitre 213 : La proposition de Mouten (蒙恬の提案, Mōten no teian) - Chapitre 214 : Combattre ensemble (共闘, Kyōtō) - Chapitre 215 : Les soldats de Rinko (輪虎兵, Wa tora hei) - Chapitre 216 : Approcher l'ennemi (肉薄, Nikuhaku) - Chapitre 217 : À deux doigts du but (信、一気呵成, Shin, ikki kasei)                  |                   |                   |                 |                   |

### Tomes 21 à 30
| no | Japonais         | Japonais          | Français        | Français          |
| no | Date de sortie   | ISBN              | Date de sortie  | ISBN              |
| --- | ---------------- | ----------------- | --------------- | ----------------- |
| 21 | 18 février 2011  | 978-4-08-879101-2 | 11 juin 2019    | 978-2-36877-825-8 |
| Liste des chapitres : - Chapitre 218 : L'unité de Heki (壁隊, Heki tai) - Chapitre 219 : Surmonter ses limites (越える, Koeru) - Chapitre 220 : Les hésitations de Heki (壁、惑う, Heki, madou) - Chapitre 221 : Contrecarrer (裏の裏, Ura no ura) - Chapitre 222 : L'envergure d'un général (将器, Shōki) - Chapitre 223 : Le manque (欠落, Ketsuraku) - Chapitre 224 : Le matin du dernier jour (最後の朝, Saigo no asa) - Chapitre 225 : Rindou (輪動, Rindō) - Chapitre 226 : La provocation (おちょくり, Ochokuri) - Chapitre 227 : Un plan mûri de longue date (長年の考え, Naganen no kangae) - Chapitre 228 : Le temps de préparation (練る時間, Neru jikan) |                  |                   |                 |                   |
| 22 | 19 mai 2011      | 978-4-08-879141-8 | 11 juin 2019    | 978-2-36877-826-5 |
| Liste des chapitres : - Chapitre 229 : Le jeu du plus malin (知恵比べ, Chie kurabe) - Chapitre 230 : Un court instant (刹那, Setsuna) - Chapitre 231 : La volonté des Cieux (天の計らい, Ten no hakarai) - Chapitre 232 : Combattre dans son coin (孤軍奮闘, Kogun funtō) - Chapitre 233 : L'une des nôtres (大事な仲間, Daiji na nakama) - Chapitre 234 : Droit vers le sommet (頂上一気, Chōjō ikki) - Chapitre 235 : Le feu intérieur (熱きもの, Netsu kimono) - Chapitre 236 : La colère de Renpa (廉頗の怒り, Renpa no ikari) - Chapitre 237 : En ce temps-là (あの時代, Ano jidai) - Chapitre 238 : Égoïstement (自分勝手に, Jibun katte ni) - Chapitre 239 : À la surprise générale (意外な言葉, Igai na kotoba) |                  |                   |                 |                   |
| 23 | 19 août 2011     | 978-4-08-879184-5 | 6 août 2019     | 978-2-36877-827-2 |
| Liste des chapitres : - Chapitre 240 : Échec et mat (詰み, Tsumi) - Chapitre 241 : Le seule et unique (唯一つ, Tada hito-tsu) - Chapitre 242 : Regarder partir (見送り, Miokuri) - Chapitre 243 : La remise des honneurs (論功行賞, Ronkō kōshō) - Chapitre 244 : La stratégie de Shin (信の作戦, Shin no sakusen) - Chapitre 245 : L'arrivée du stratège (軍師の到着, Gunshi no tōchaku) - Chapitre 246 : La Résolution de Ten (貂の覚悟, Ten no kakugo) - Chapitre 247 : La première bataille d'un stratège (軍師の初陣, Gunshi no uijin) - Chapitre 248 : Viser le sommet (上を行く, Ue o iku) - Chapitre 249 : La stratège de l'unité Hi Shin (飛信隊軍師, Hishin-tai gunshi) - Chapitre 250 : Tougun (東郡, Tōgun) - Hors-série: Kingdom - Histoire supplémentaire (王者天下 - 番外篇, Ōja tenka (Kingudamu) - Bangai-hen)                                        |                  |                   |                 |                   |
| 24 | 18 novembre 2011 | 978-4-08-879223-1 | 6 août 2019     | 978-2-36877-828-9 |
| Liste des chapitres : - Chapitre 251 : Le général de Yan (燕の将軍, Yàn no shōgun) - Chapitre 252 : La bataille de Gekishin (劇辛の戦, Gekishin no ikusa) - Chapitre 253 : Une bataille ridicule (下らぬ戦, Kudaranu ikusa) - Chapitre 254 : Le jeune officier de Chu (楚の同世代, Chǔ no dō sedai) - Chapitre 255 : Le Grand Chancelier (相国, Shōkoku) - Chapitre 256 : Le chancelier de gauche (左丞相, Hidari jōshō) - Chapitre 257 : Un petit pays (小国, Shōkoku) - Chapitre 258 : Une manière comme une autre de subsister (徐の生業, Jo no seigyō) - Chapitre 259 : Chu et Zhao (楚趙, Chǔ Zhào) - Chapitre 260 : Le corps d'un guerrier (武人の肉体, Bujin no nikutai) - Chapitre 261 : Présages d'une tempête (嵐の兆し, Arashi no kizashi) |                  |                   |                 |                   |
| 25 | 17 février 2012  | 978-4-08-879268-2 | 6 août 2019     | 978-2-36877-829-6 |
| Liste des chapitres : - Chapitre 262 : L'invasion d'un très grand pays (超大国の侵攻, Chō taikoku no shinkō) - Chapitre 263 : L'inimaginable (想像の埒外, Sōzō no rachigai) - Chapitre 264 : L'armée de la coalition (迫り来る合従軍, Semarikuru gasshō gun) - Chapitre 265 : Le rôle de la diplomatie (外交の仕事, Gaikō no shigoto) - Chapitre 266 : L'enfant du destin (因縁の子, Innen no ko) - Chapitre 267 : Les pions sont en place (詰んだ盤面, Tsunda banmen) - Chapitre 268 : La réunion (一堂に会す, Ichidō ni kaisu) - Chapitre 269 : Les Quatre Seigneurs des Royaumes Combattants (戦国四君, Sengoku yon-kun) - Chapitre 270 : Rassemblement à la porte de Kankoku (函谷関終結, Kankoku-kan shūketsu) - Chapitre 271 : Le déclenchement des hostilités (開戦の口火, Kaisen no kuchibi) - Chapitre 272 : La Charge de Duke Hyou (麃公突貫, Hyō kō tokkan) |                  |                   |                 |                   |
| 26 | 18 mai 2012      | 978-4-08-879330-6 | 6 août 2019     | 978-2-36877-830-2 |
| Liste des chapitres : - Chapitre 273 : Le commandant de l'armée de Zhao (趙軍の指揮官, Zhào gun no shiki-kan) - Chapitre 274 : La toile d'araignée (蜘蛛の巣, Kumo no su) - Chapitre 275 : L'instinct inné (本能型の才, Honnō-gata no sai) - Chapitre 276 : La main de Go Houmei (鳳明の手, Hōmei no te) - Chapitre 277 : Kanki au centre des regards (桓騎、向かい合う, Kanki, mukaiau) - Chapitre 278 : Tel père, tel fils (父子の情, Fushi no jō) - Chapitre 279 : La lame de Mouten (蒙恬の剣, Mōten no ken) - Chapitre 280 : La qualité d'un officier (部隊長の質, Butai-chō no shitsu) - Chapitre 281 : L'épée Bakuya (莫邪刀, Bakuya-tō) - Chapitre 282 : Celui en qui Ouki avait confiance (王騎が認めた男, Ōki ga mitometa otoko) - Chapitre 283 : Différentes fiertés (互いの自負, Tagai no jifu)                                                            |                  |                   |                 |                   |
| 27 | 17 août 2012     | 978-4-08-879390-0 | 15 octobre 2019 | 978-2-36877-831-9 |
| Liste des chapitres : - Chapitre 284 : La malédiction incarnée (呪いそのもの, Noroi sono mono) - Chapitre 285 : La plaine et les fosses (穴だらけの荒野, Ana-darake no kōya) - Chapitre 286 : Aucune réponse possible (答えのない, Kotae no nai) - Chapitre 287 : L'humanité entière (人間全て, Ningen subete) - Chapitre 288 : Le rapport du premier jour (初日の報告, Shonichi no hōkoku) - Chapitre 289 : Saisis ta chance et change !! (化けてみせろ, Bakete misero) - Chapitre 290 : Karin la valeureuse (女傑・媧燐, Joketsu Karin) - Chapitre 291 : L'impasse (膠着, Kōchaku) - Chapitre 292 : Des armes particulières (韓の兵器, Kan no heiki) - Chapitre 293 : Une bataille courte et décisive (短期戦, Tanki-sen) - Chapitre 294 : L'exhortation de Moubu (蒙武の檄, Mōbu no geki)                                                                           |                  |                   |                 |                   |
| 28 | 19 novembre 2012 | 978-4-08-879455-6 | 15 octobre 2019 | 978-2-36877-832-6 |
| Liste des chapitres : - Chapitre 295 : Un autre homme (新たな姿, Arata na sugata) - Chapitre 296 : Manœuvres de la 2ème armée (第二軍動く, Dai ni gun ugoku) - Chapitre 297 : Des alliés de poids (戦象の意味, Ikusa zō no imi) - Chapitre 298 : Promotion en temps de crise (窮地の大抜擢, Kyūchi no dai batteki) - Chapitre 299 : Une autre manière de conquérir (新たな攻略手, Arata na kōrya ku-shu) - Chapitre 300 : Sur le point de chuter (陥落の危機, Kanraku no kiki) - Chapitre 301 : Un océan d'ennemis (敵の海原, Teki no unabara) - Chapitre 302 : Résolu à ne pas revenir (戻らぬ覚悟, Modoranu kakugo) - Chapitre 303 : La fierté d'un général (武将の矜持, Bushō no kyōji) - Chapitre 304 : La brillante idée de Shin (信の閃き, Shin no hirameki) - Chapitre 305 : Ce que fit Ousen (王翦の動き, Ōsen no ugoki)                                       |                  |                   |                 |                   |
| 29 | 19 février 2013  | 978-4-08-879521-8 | 15 octobre 2019 | 978-2-36877-833-3 |
| Liste des chapitres : - Chapitre 306 : L'après-midi du 15ème jour (十五日目の午後, Jū go nichi-me no gogo) - Chapitre 307 : Kouyoku, commandant de 5 000 hommes (五千将・項翼, Gosen shō Kōyoku) - Chapitre 308 : La charge de l'armée de Karin (媧燐軍の突撃, Karin gun no totsugeki) - Chapitre 309 : Le chemin vers Kanmei (汗明への道, Ase mei e no dō) - Chapitre 310 : Le plus fort d'entre tous (至強, Itari kyō) - Chapitre 311 : Le poids de l'expérience (明かされる戦歴, Akasareru senreki) - Chapitre 312 : Pour la première fois de sa vie (生まれて初めて, Umarete hajimete) - Chapitre 313 : Sans commune mesure (最強の漢, Saikyō no otoko) - Chapitre 314 : La conclusion du duel (至強決す, Itari-kyō kessu) - Chapitre 315 : Mon fils (俺の倅, Ore no segare) - Chapitre 316 : La victoire est proche (勝利は目前, Shōri wa mokuzen)                |                  |                   |                 |                   |
| 30 | 4 avril 2013     | 978-4-08-879560-7 | 15 octobre 2019 | 978-2-36877-834-0 |
| Liste des chapitres : - Chapitre 317 : Derrière la Porte de Kankoku (函谷関の裏, Kankoku-kan no ura) - Chapitre 318 : La fin (打ち止め, Uchidome) - Chapitre 319 : La colère du Roi de Chu (楚王の怒り, Chǔ ō no ikari) - Chapitre 320 : Où est passé Riboku ? (首謀者の行方, Shubō-sha no yukue) - Chapitre 321 : Une situation critique (渋い状況, Shibui jōkyō) - Chapitre 322 : Les étendards (麃と飛, Hyō to Hi) - Chapitre 323 : Le summum de l'instinct (本能型の極み, Honnō-gata no kiwami) - Chapitre 324 : L'imbécile (ど阿呆, Do ahō) - Chapitre 325 : Aller de l'avant (前進, Zenshin) - Chapitre 326 : Le goût savoureux de l'alcool (うまい酒, Umai sake) - Chapitre 327 : La décision de Sei (政の決断, Sei no ketsudan) |                  |                   |                 |                   |

### Tomes 31 à 40
| no | Japonais        | Japonais          | Français         | Français          |
| no | Date de sortie  | ISBN              | Date de sortie   | ISBN              |
| --- | --------------- | ----------------- | ---------------- | ----------------- |
| 31 | 19 juillet 2013 | 978-4-08-879609-3 | 18 décembre 2019 | 978-2-36877-835-7 |
| Liste des chapitres : - Chapitre 328 : La vacance du trône (空いた玉座, Aita gyokuza) - Chapitre 329 : Prêter main-forte (肩を借りる, Kata o kariru) - Chapitre 330 : L'exhortation de Sei (政、語りかける, Sei, katarikakeru) - Chapitre 331 : Les préparatifs (蕞、準備する, Sai, junbi suru) - Chapitre 332 : L'annonce (蕞に告ぐ, Sai ni tsugu) - Chapitre 333 : Le mur est (東壁, Tōheki) - Chapitre 334 : Au plus fort de la bataille (奮戦する蕞, Funsen suru Sai) - Chapitre 335 : La première nuit (最初の夜, Saisho no yoru) - Chapitre 336 : La charge de Futei (傅抵、躍動す, Fūtei, yakudō su) - Chapitre 337 : Un des futurs Trois Grand Cieux (三大天となる男, San dai ten to naru otoko) - Chapitre 338 : Un conflit intérieur (葛藤する二人, Kattō suru futari)                                                          |                 |                   |                  |                   |
| 32 | 18 octobre 2013 | 978-4-08-879681-9 | 18 décembre 2019 | 978-2-36877-836-4 |
| Liste des chapitres : - Chapitre 339 : Exhortations nocturnes (巡回の夜, Junkai no yoru) - Chapitre 340 : Un changement inattendu (予想外の変化, Yosō-gai no henka) - Chapitre 341 : Un secret éventé (秘密の露見, Himitsu no roken) - Chapitre 342 : La proposition de Shôbunkun (昌文君の提案, Shōbun-kun no teian) - Chapitre 343 : L'exhortation du 6ème jour (六日目の檄, Mui-ka-me no geki) - Chapitre 344 : Tout donner (出し尽くす, Dashi tsukusu) - Chapitre 345 : L'ouverture des portes (開く城門, Hiraku jōmon) - Chapitre 346 : Des renforts qui n'auraient pas dû venir (来ぬはずの援軍, Kinu hazu no engun) - Chapitre 347 : Un soutien de taille (破格の加勢, Hakaku no kasei) - Chapitre 348 : La raison (行く理由, Iku riyū) - Chapitre 349 : Des coups légers (軽い, Karui)                                            |                 |                   |                  |                   |
| 33 | 17 janvier 2014 | 978-4-08-879736-6 | 18 décembre 2019 | 978-2-36877-837-1 |
| Liste des chapitres : - Chapitre 350 : En un éclair (紫電一閃, Shiden issen) - Chapitre 351 : La décision de Riboku (李牧の決断, Riboku no ketsudan) - Chapitre 352 : Imprenable (不抜, Fubatsu) - Chapitre 353 : Les remerciements (深謝, Shinsha) - Chapitre 354 : Le dénouement (合従軍の顛末, Gasshō gun no tenmatsu) - Chapitre 355 : Pour mérites exceptionnels (特別功, Tokubetsu kō) - Chapitre 356 : Une unité de 3 000 Hommes (三千人隊, Sanzen-nin-tai) - Chapitre 357 : La fugitive (脱走者, Dassō-sha) - Chapitre 358 : Encerclée (囲む幽族, Kakomu Yū-zoku) - Chapitre 359 : Des danses différentes (巫舞の違い, Kannagi Mai no chigai) - Chapitre 360 : Plus forte encore (頂上の実力, Chōjō no jitsuryoku) |                 |                   |                  |                   |
| 34 | 18 avril 2014   | 978-4-08-879782-3 | 18 décembre 2019 | 978-2-36877-838-8 |
| Liste des chapitres : - Chapitre 361 : Un changement compréhensible (変ずる理由, Henzuru riyū) - Chapitre 362 : Des forces opposées (対極の力, Taikyoku no chikara) - Chapitre 363 : Un tout autre chemin (別の道, Betsu no dō) - Chapitre 364 : Deux objectifs (二つの目標, Futa-tsu no mokuhyō) - Chapitre 365 : Le conseil d'un ancien (白老の言葉, Hakurō no kotoba) - Chapitre 366 : État des lieux après la guerre (戦後の各国, Sengo no kakkoku) - Chapitre 367 : Ce que pense le chancelier d'État (相国の肚, Shōkoku no hara) - Chapitre 368 : Les deux frères (兄弟の今, Kyōdai no ima) - Chapitre 369 : Un parfum d'intrigue (企ての臭い, Kuwadate no nioi) - Chapitre 370 : Une ombres inquiétante (不穏な影, Fuon na kage) - Chapitre 371 : Volte-face à Tonryû (屯留の異変, Tonryū no ihen)                                 |                 |                   |                  |                   |
| 35 | 18 juillet 2014 | 978-4-08-879867-7 | 20 février 2020  | 978-2-36877-839-5 |
| Liste des chapitres : - Chapitre 372 : Le départ (討伐軍出陣, Tōbatsu gun shutsujin) - Chapitre 373 : De grands progrès (大いなる成長, Ōinaru seichō) - Chapitre 374 : La bataille de Tonryû (屯留攻城戦, Tonryū kōjō-sen) - Chapitre 375 : L'évasion (脱獄, Datsugoku) - Chapitre 376 : Le corridor (曲廊, Kyoku rō) - Chapitre 377 : L'épée et le bouclier (剣と盾, Ken to tate) - Chapitre 378 : La justice (正義, Seigi) - Chapitre 379 : Un nouveau point stratégique (新たな要所, Arata na yōsho) - Chapitre 380 : Sentiments et stratégie (私情と戦略, Shijō to senrya ku) - Chapitre 381 : De la vieille école (古い人間, Furui ningen) - Chapitre 382 : Les Dragons de Feu de Wei (魏火龍, Wèi karyū) |                 |                   |                  |                   |
| 36 | 17 octobre 2014 | 978-4-08-890027-8 | 20 février 2020  | 978-2-36877-840-1 |
| Liste des chapitres : - Chapitre 383 : L'appel (呼びかけ, Yobikake) - Chapitre 384 : Derrière le duel (一騎討ちの裏, Ikki uchi no ura) - Chapitre 385 : La séparation (仲間割れ, Nakama ware) - Chapitre 386 : Karyo Ten (貂の存在, Ten no sonzai) - Chapitre 387 : L'échange (交換, Kōkan) - Chapitre 388 : La nouvelle unité Gyoku Hou (新生玉鳳隊, Shinsei Gyoku Hō-tai) - Chapitre 389 : Shihaku (紫伯の名, Shihaku no na) - Chapitre 390 : Réminiscences (同士討ちの過去, Dōshi uchi no kako) - Chapitre 391 : Le deuil (喪失, Sōshitsu) - Chapitre 392 : L'attention de toute la Chine (中華の注目, Chūka no chūmoku) - Chapitre 393 : Le troisième jour (著雍三日目, Choyō mikka-me) |                 |                   |                  |                   |
| 37 | 19 janvier 2015 | 978-4-08-890098-8 | 20 février 2020  | 978-2-36877-841-8 |
| Liste des chapitres : - Chapitre 394 : Le spectateur (見物, Kenbutsu) - Chapitre 395 : Le devoir d'Ouhon (王賁の責務, Ōhon no sekimu) - Chapitre 396 : Les fruits d'une longue pratique (修練の日々, Shūren no hibi) - Chapitre 397 : La voie vers le QG ennemi (本陣へ, Honjin e) - Chapitre 398 : La raison (戦わぬ訳, Tatakawanu wake) - Chapitre 399 : En approche (肉迫す, Nikuhaku su) - Chapitre 400 : La chute et la retraite (陥落と退避, Kanraku to taihi) - Chapitre 401 : Les États combattants (これからの戦国, Kore kara no sengoku) - Chapitre 402 : Du côté de Kanyou (咸陽の動き, Kanyō no ugoki) - Chapitre 403 : Les intentions de la reine mère (太后の狙い, Taigō no nerai) - Chapitre 404 : Le Lüshi Chunqiu (呂氏春秋あらすじ, Lǚshì Chūnqiū arasuji)                                                              |                 |                   |                  |                   |
| 38 | 17 avril 2015   | 978-4-08-890141-1 | 20 février 2020  | 978-2-36877-842-5 |
| Liste des chapitres : - Chapitre 405 : Un nouvel État (新しい国, Atarashī kuni) - Chapitre 406 : La séparation (別れ, Wakare) - Chapitre 407 : Commandant de 5 000 hommes (五千人将, Gosen-nin shō) - Chapitre 408 : L'année décisive (決着の年, Kecchaku no nen) - Chapitre 409 : Celui qui n'avait rien (何もない男, Nan mo nai otoko) - Chapitre 410 : Deux en un (二つに一つ, Futatsu ni hitotsu) - Chapitre 411 : Le rassemblement à You (雍に舞う, Yō ni mau) - Chapitre 412 : La cérémonie (加冠の儀, Kakan no gi) - Chapitre 413 : La voix des ancêtres (祖霊の声, Sorei no koe) - Chapitre 414 : Aucun compromis possible (三方ゆずらず, San kata yuzurazu) - Chapitre 415 : La manière de former des insurgés (反乱兵の作り方, Hanran hei no tsukuri kata)                                                                      |                 |                   |                  |                   |
| 39 | 17 juillet 2015 | 978-4-08-890230-2 | 27 mai 2020      | 978-2-36877-843-2 |
| Liste des chapitres : - Chapitre 416 : L'embuscade (伏兵の場所, Fukuhei no basho) - Chapitre 417 : La bataille du fleuve (渡河の戦い, Toka no tatakai) - Chapitre 418 : Une première (初体験の只中, Hatsu taiken no tadanaka) - Chapitre 419 : Une intervention bienvenue (立つ男, Tatsu otoko) - Chapitre 420 : La séparation (袂を分かつ, Tamoto o wakatsu) - Chapitre 421 : Un deuxième échec identique ? (二の舞, Ninomai) - Chapitre 422 : Coûte que coûte (守り抜く命, Mamorinuku inochi) - Chapitre 423 : L'origine du monde (天下の起源, Tenka no kigen) - Chapitre 424 : L'idéal (夢の国, Yume no kuni) - Chapitre 425 : Les émotions (正しい感情, Tadashī kanjō) - Chapitre 426 : La nature humaine (人の本質, Hito no honshitsu)                                                                                               |                 |                   |                  |                   |
| 40 | 19 octobre 2015 | 978-4-08-890277-7 | 27 mai 2020      | 978-2-36877-844-9 |
| Liste des chapitres : - Chapitre 427 : La détermination (決意の言葉, Ketsui no kotoba) - Chapitre 428 : Une fuite désespérée (命懸けの逃避, Inochigake no tōhi) - Chapitre 429 : La popularité d'un chef (将の人望, Shō no jinbō) - Chapitre 430 : Le son de la salvation (救世の音色, Kyūsei no onshoku) - Chapitre 431 : La charge décisive (逆転の猛進, Gyakuten no mōshin) - Chapitre 432 : Le crépuscule où tout se joua (決着の夕暮れ, Kecchaku no yūgure) - Chapitre 433 : Un terme au complot (謀略の崩壊, Bōrya ku no hōkai) - Chapitre 434 : L'étoile de la défaite (敗北の巨星, Haiboku no kyosei) - Chapitre 435 : Le terme de la révolte (内乱の終着点, Nairan no shūchaku ten) - Chapitre 436 : L'ultime supplication (最後の懇願, Saigo no kongan) - Chapitre 437 : Un lien particulier (親子の繋がり, Oyako no tsunagari) |                 |                   |                  |                   |

### Tomes 41 à 50
| no | Japonais        | Japonais          | Français       | Français          |
| no | Date de sortie  | ISBN              | Date de sortie | ISBN              |
| --- | --------------- | ----------------- | -------------- | ----------------- |
| 41 | 19 janvier 2016 | 978-4-08-890347-7 | 27 mai 2020    | 978-2-36877-845-6 |
| Liste des chapitres : - Chapitre 438 : Le temps de l'envol (雄飛の刻, Yūhi no koku) - Chapitre 439 : Situation des Six Généraux (六将の行方, Roku shō no yukue) - Chapitre 440 : Le commanditaire (暗殺の首謀者, Ansatsu no shubō-sha) - Chapitre 441 : Un nouveau poste de premier ministre (宰相の席, Saishō no seki) - Chapitre 442 : Dans le même panier (似た者同士, Nita mono-dōshi) - Chapitre 443 : De redoutables guerriers (化物達の出陣, Bakemono-tachi no shutsujin) - Chapitre 444 : Occuper une terre sans ville (城無き占領, Shiro naki senryō) - Chapitre 445 : Menés par le bout du nez (翻弄の末に, Honrō no sue ni) - Chapitre 446 : Une stratégie inattendue (意表をつく策, Ihyō o tsuku saku) - Chapitre 447 : L'intervention (総大将動く, Sō taishō ugoku) - Chapitre 448 : Une odeur particulière (戦場の匂い, Senjō no nioi)      |                 |                   |                |                   |
| 42 | 19 avril 2016   | 978-4-08-890396-5 | 27 mai 2020    | 978-2-36877-846-3 |
| Liste des chapitres : - Chapitre 449 : Dans une toile d'araignée (蜘蛛の罠, Kumo no wana) - Chapitre 450 : La combativité (野党の意地, Yatō no iji) - Chapitre 451 : Une nuit à Kokuyou (黒羊の夜, Kokuyō no yoru) - Chapitre 452 : Les chances d'un assaut (強襲の成否, Kyōshū no seihi) - Chapitre 453 : Au terme de la progression (進軍の終着地, Shingun no shūchaku chi) - Chapitre 454 : Tout le talent d'un stratège (軍師の底力, Gunshi no sokojikara) - Chapitre 455 : Quand une attaque en cache une autre (主攻なる助攻, Shu kō naru jo kō) - Chapitre 456 : Le devoir d'un lieutenant (副長の責任, Fukuchō no sekinin) - Chapitre 457 : La traversée (執念の渡河, Shūnen no toka) - Chapitre 458 : Les drapeaux de Rigan (離眼の御印, Rigan no go in) - Chapitre 459 : Des troupes galvanisées (闘志の伝染, Tōshi no densen)                  |                 |                   |                |                   |
| 43 | 19 juillet 2016 | 978-4-08-890471-9 | 29 juin 2020   | 978-2-36877-847-0 |
| Liste des chapitres : - Chapitre 460 : Le pilier de l'unité Hi Shin (飛信隊の楔, Hishin-tai no kusabi) - Chapitre 461 : Un tournant décisif (黒羊の大一番, Kokuyō no ō ichi ban) - Chapitre 462 : Une nuit de questions (困惑の夜, Konwaku no yoru) - Chapitre 463 : La tragédie de Rigan (離眼の悲劇, Rigan no higeki) - Chapitre 464 : Quand vient l'impatience (焦れの限界, Asere no genkai) - Chapitre 465 : Peser sur la bataille (掌上の戦場, Tenohira-jō no senjō) - Chapitre 466 : Du même niveau que Riboku (李牧級の男, Riboku-kyū no otoko) - Chapitre 467 : Passer de chasseur à chassé (狩られる側の風景, Karareru gawa no fūkei) - Chapitre 468 : Chance ou malchance ("吉"と"凶", Kichi to kyō) - Chapitre 469 : L'espace d'un instant (一瞬の出来事, Isshun no dekigoto) - Chapitre 470 : Le dos de Shin (俺の背中, Ore no senaka)        |                 |                   |                |                   |
| 44 | 19 octobre 2016 | 978-4-08-890512-9 | 29 juin 2020   | 978-2-36877-848-7 |
| Liste des chapitres : - Chapitre 471 : Une poursuite acharnée (執念の追撃戦, Shūnen no tsuigeki-sen) - Chapitre 472 : L'infortune (狩人の落日, Karyūdo no rakujitsu) - Chapitre 473 : Le repli dans la joie (歓喜の撤退, Kanki no tettai) - Chapitre 474 : Le devoir d'un officier de Zhao (趙将の正念場, Zhào shō no shōnen-jō) - Chapitre 475 : Après les perturbations (動揺のその先, Dōyō no sono saki) - Chapitre 476 : Derrière les fumées (煙の真実, Kemuri no shinjitsu) - Chapitre 477 : Un hurlements de fierté (矜持の咆哮, Kyōji no hōkō) - Chapitre 478 : Une fois le calme revenu (殴り込みの末, Nagurikomi no sue) - Chapitre 479 : Le chagrin de Bihei (尾平の叫び, Bihei no sakebi) - Chapitre 480 : Bihei et l'unité Hi Shin (尾平と飛信隊, Bihei to Hishin-tai) - Chapitre 481 : Un affreux présent (苛烈な贈物, Karetsu na okurimono) |                 |                   |                |                   |
| 45 | 19 janvier 2017 | 978-4-08-890571-6 | 29 juin 2020   | 978-2-36877-849-4 |
| Liste des chapitres : - Chapitre 482 : Rigan et l'État de Zhao (離眼と趙国, Rigan to Zhào-koku) - Chapitre 483 : La veille (勝敗の夜ふけ, Shōhai no yofuke) - Chapitre 484 : Les départs (それぞれの出発, Sorezore no shuppatsu) - Chapitre 485 : Les nouvelles de Mouten (蒙恬の報せ, Mōten no shirase) - Chapitre 486 : La bataille des bureaucrates (文官達の戦い, Bunkan-tachi no tatakai) - Chapitre 487 : Une rencontre au sommet (東西大王会談, Tōzai daiō kaidan) - Chapitre 488 : Le projet du roi de Qin (秦王の絵図, Qín ō no ezu) - Chapitre 489 : L'honneur de Saitaku (蔡沢の矜持, Saitaku no kyōji) - Chapitre 490 : La plaidoirie (宿命の舌戦, Shukumei no zessen) - Chapitre 491 : Sur le chemin de Qin (秦の障壁, Qín no shōheki) - Chapitre 492 : Un recrutement nécessaire (成長への募兵, Seichō e no bohei)                          |                 |                   |                |                   |
| 46 | 19 avril 2017   | 978-4-08-890622-5 | 29 juin 2020   | 978-2-36877-850-0 |
| Liste des chapitres : - Chapitre 493 : Repartir (再出発, Sai shuppatsu) - Chapitre 494 : Un prisonnier avisé (地下牢の賢人, Shika rō no kenjin) - Chapitre 495 : Une ferme résolution (相応の覚悟, Sōō no kakugo) - Chapitre 496 : Début des agitations (激動の起こり, Gekidō no okori) - Chapitre 497 : Les explications (集結の本意, Shūketsu no hon'i) - Chapitre 498 : Tensions dans les rangs (大軍勢の緊張, Taigun-zei no kinchō) - Chapitre 499 : Le souvenir d'un géant (手にする想い, Te ni suru omoi) - Chapitre 500 : Vers le champ de bataille (進軍路の兵達, Shingun-ro no hei-tachi) - Chapitre 501 : L'attente (気運の探り合い, Kiun no saguriai) - Chapitre 502 : L'initiative (機先を制す者, Kisen o seisu mono) - Chapitre 503 : Nouvelles urgentes (火急の鳥, Kakyū no tori)                                                           |                 |                   |                |                   |
| 47 | 19 juillet 2017 | 978-4-08-890701-7 | 28 août 2020   | 978-2-36877-851-7 |
| Liste des chapitres : - Chapitre 504 : La porte de Zhao (趙の国門, Zhào no kuni mon) - Chapitre 505 : La ferveur (熱狂, Nekkyō) - Chapitre 506 : La charge (山の民の攻城戦, Yama no tami no kōjō-sen) - Chapitre 507 : Les frères archers (仁と淡, Jin to Tan) - Chapitre 508 : Le peuple des montagnes (山民族の剣, Sanmin-zoku no ken) - Chapitre 509 : La guandao (矛の継承者, Hoko no keishō-sha) - Chapitre 510 : La première nuit des recrues (新兵達の夜, Shinpei-tachi no yoru) - Chapitre 511 : Le piège de Retsubi (列尾の罠, Retsu o no wana) - Chapitre 512 : La ville de Gyou (鄴の正体, Gyō no shōtai) - Chapitre 513 : Des prédictions intéressées (中華の予測, Chūka no yosoku) - Chapitre 514 : Une stratégies insensée (愚策の極み, Gusaku no kiwami)                                                                                   |                 |                   |                |                   |
| 48 | 19 octobre 2017 | 978-4-08-890759-8 | 28 août 2020   | 978-2-36877-852-4 |
| Liste des chapitres : - Chapitre 515 : Sur les routes (小城の流民, Ogi no ryūmin) - Chapitre 516 : Les malgré-eux (陥落の武器, Kanraku no buki) - Chapitre 517 : Une guerre d'usure (削り合い, Kezuriai) - Chapitre 518 : Du côté de Ryôyô (戦地・橑陽, Senchi.Ryōyō) - Chapitre 519 : Le style d'un chef (総大将の流儀, Sō taishō no ryūgi) - Chapitre 520 : Débuts des hostilités (火蓋を切る, Hibuta o kiru) - Chapitre 521 : Manœuvre subtiles (機動の妙, Kidō no myō) - Chapitre 522 : Le désespoir du flanc gauche (左翼の絶望, Sayoku no zetsubō) - Chapitre 523 : Sur le flanc droit de Qin (秦軍右翼の刻, Qín gun uyoku no koku) - Chapitre 524 : La résolution (覚悟の比重, Kakugo no hijū) - Chapitre 525 : Le souffle de Bananji (馬南慈の気概, Bananji no kigai)                                                                             |                 |                   |                |                   |
| 49 | 19 janvier 2018 | 978-4-08-890839-7 | 28 août 2020   | 978-2-36877-994-1 |
| Liste des chapitres : - Chapitre 526 : Lance contre masse (槍と鉄槌, Yari to tettsui) - Chapitre 527 : Ryôyô montre les crocs (橑陽の牙, Ryōyō no kiba) - Chapitre 528 : Les descendants des Quanrong (犬戎の末裔, Quǎnróng no matsuei) - Chapitre 529 : La bravour de Yôtanwa (端和の勇, Tanwa no yū) - Chapitre 530 : Un bataillon décisif (必殺の別動隊, Hissatsu no betsudō-tai) - Chapitre 531 : Le tournant (潮目, Shiome) - Chapitre 532 : La lame de Shin (信の刃, Shin no ha) - Chapitre 533 : Un moral en berne (失われた士気, Ushinawareta shiki) - Chapitre 534 : Jusqu'au coucher du soleil (日没まで, Nichibotsu made) - Chapitre 535 : Un rang insuffisant (格不足, Kaku fusoku) - Chapitre 536 : Une seconde amorce (二度目の初日, Ni do-me no shonichi)                                                                                  |                 |                   |                |                   |
| 50 | 19 avril 2018   | 978-4-08-890890-8 | 28 août 2020   | 978-2-36877-995-8 |
| Liste des chapitres : - Chapitre 537 : La vision d'un grand général (大将軍の景色, Taishōgun no keshiki) - Chapitre 538 : Akakin (亜花錦, Akakin) - Chapitre 539 : L'adversaire (戦の相手, Ikusa no aite) - Chapitre 540 : Une stratégie d'usure (消耗戦, Shōmō-sen) - Chapitre 541 : Les terres de la prédictions (予言の地, Yogen no chi) - Chapitre 542 : Les gêneurs (楔, Kusabi) - Chapitre 543 : Là où tout se joue (主戦場へ, Shusen-jō e) - Chapitre 544 : Le grand bain (新人戦, Shinjin-sen) - Chapitre 545 : L'instinct (直感, Chokkan) - Chapitre 546 : Vers un embrasement (大炎の地, Ō honō no chi) - Chapitre 547 : Lamentations d'une lame (矛の嘆き, Hoko no nageki) |                 |                   |                |                   |

### Tomes 51 à 60
| no | Japonais          | Japonais          | Français         | Français          |
| no | Date de sortie    | ISBN              | Date de sortie   | ISBN              |
| --- | ----------------- | ----------------- | ---------------- | ----------------- |
| 51 | 18 juillet 2018   | 978-4-08-891071-0 | 29 octobre 2020  | 978-2-36877-981-1 |
| Liste des chapitres : - Chapitre 548 : Un plan de dernier recours (乱戦下の策, Ransen-ka no saku) - Chapitre 549 : Trois erreurs de calcul (三つの誤算, Mittsu no gosan) - Chapitre 550 : Le sursis (期限の知らせ, Kigen no shirase) - Chapitre 551 : Les nouvelles (伝者の報告, Tsute-sha no hōkoku) - Chapitre 552 : Un plan douloureux (身を切る作戦, Mi o kiru sakusen) - Chapitre 553 : Lüdeen (ルーディン, Rūdin) - Chapitre 554 : L'offensive de Heki (壁軍の攻防, Kabe gun no kōbō) - Chapitre 555 : Des attaques séparées (個別撃破, Kobetsu gekiha) - Chapitre 556 : Une défense digne d'Ousen (王翦の守り, Ōsen no mamori) - Chapitre 557 : Détruire les articulations (関節粉砕, Kansetsu funsai) - Chapitre 558 : Une puissance colossale (人外の武, Jingai no bu)                                                     |                   |                   |                  |                   |
| 52 | 19 octobre 2018   | 978-4-08-891116-8 | 29 octobre 2020  | 978-2-36877-982-8 |
| Liste des chapitres : - Chapitre 559 : Dénouement sur l'aile droite (右翼の行方, Uyoku no yukue) - Chapitre 560 : Du côté de Shin (信の間合い, Shin no maai) - Chapitre 561 : L'impact du coup (一刀の衝撃, Ichi-tō no shōgeki) - Chapitre 562 : La terreur incarnée (恐将, Osore shō) - Chapitre 563 : Katari, chef de la tribu Mera (族長カタリ, Zokuchō Katari) - Chapitre 564 : Le coucher de soleil (落日, Rakujitsu) - Chapitre 565 : Sur les premières lignes (前線にて, Zensen nite) - Chapitre 566 : La décision de Yôtanwa (端和の選択, Tanwa no sentaku) - Chapitre 567 : Le soleil du lendemain (明日の太陽, Asu no taiyō) - Chapitre 568 : Le plus fort de tous (最強の戦士, Saikyō no senshi) - Chapitre 569 : Le serment de Bajio (バジオウの誓い, Bajiō no chikai)                                                  |                   |                   |                  |                   |
| 53 | 18 janvier 2019   | 978-4-08-891188-5 | 29 octobre 2020  | 978-2-36877-983-5 |
| Liste des chapitres : - Chapitre 570 : À point nommé (完璧なる遭遇, Kanpeki naru sōgū) - Chapitre 571 : Laver l'honneur (挽回の機, Bankai no ki) - Chapitre 572 : Venger Katari (カタリの仇, Katari no ada) - Chapitre 573 : Ceux qui ont choisi d'avancer (立ち向かう者, Tachimukau mono) - Chapitre 574 : La libératrice (解放者, Kaihō-sha) - Chapitre 575 : L'absence de directives (届かない指示, Todokanai shiji) - Chapitre 576 : Les consignes d'Ousen (王翦の下知, Ōsen no geji) - Chapitre 577 : Les rumeurs (赤の他人, Aka no tanin) - Chapitre 578 : Jusqu'au lendemain (明日までに, Asu made ni) - Chapitre 579 : Le matin du 12ème jour (十二日目の朝, Jū ni nichi-me no asa) - Chapitre 580 : Au bout de l'exaltation (最強の瞬間, Saikyō no shunkan)                                                                |                   |                   |                  |                   |
| 54 | 19 avril 2019     | 978-4-08-891254-7 | 29 octobre 2020  | 978-2-36877-984-2 |
| Liste des chapitres : - Chapitre 581 : Des yeux décillés (見える景色, Mieru keshiki) - Chapitre 582 : Le dernier soir (最後の夜, Saigo no yoru) - Chapitre 583 : Le treizième jour (十三日目, Jū san nichi-me) - Chapitre 584 : Une poignée de cavaliers (数十騎, Sūjū ki) - Chapitre 585 : La Raigoku (雷獄, Raigoku) - Chapitre 586 : Deux coups pour en finir (二突きの勝負, Ni tsuki no shōbu) - Chapitre 587 : Seule reste la prière (祈るのみ, Inoru nomi) - Chapitre 588 : Le cœur de l'aile droite (右翼の本営, Uyoku no hon'ei) - Chapitre 589 : Durant la nuit (夜の出来事, Yoru no dekigoto) - Chapitre 590 : Le sens du sacrifice (攻め偏重, Seme henchō) - Chapitre 591 : Le bouclier des Trois Grands Cieux (三大天の盾, San dai ten no tate)                                                                         |                   |                   |                  |                   |
| 55 | 19 août 2019      | 978-4-08-891341-4 | 17 décembre 2020 | 978-2-36877-985-9 |
| Liste des chapitres : - Chapitre 592 : La mort ne viendra pas aujourd'hui (死に場所, Shini basho) - Chapitre 593 : Le camp de Chôgaryû (趙峩龍本陣, Zhào Ga Ryū honjin) - Chapitre 594 : Achever le travail (楔, Kusabi) - Chapitre 595 : La meilleure unité (最高の隊, Saikō no tai) - Chapitre 596 : Traquer Chôgaryû (趙峩龍を討て, Zhào Ga Ryū o ute) - Chapitre 597 : La destinée de la Chine (武運を, Būn o) - Chapitre 598 : Le poids des existences croisées (紡ぐ者, Tsumugu mono) - Chapitre 599 : Reprendre l'avantage (右翼の風向き, Uyoku no kazamuki) - Chapitre 600 : Le soir du 14ème jour (十四日目の夜, Jū yon-ka-me no yoru) - Chapitre 601 : Le jour de la confrontation (決着の日, Kecchaku no hi) - Chapitre 602 : La formation des troupes de Riboku (李僕の陣形, Riboku no jinkei)                          |                   |                   |                  |                   |
| 56 | 19 novembre 2019  | 978-4-08-891402-2 | 17 décembre 2020 | 978-2-36877-986-6 |
| Liste des chapitres : - Chapitre 603 : Les changements du 15ème jour (十五日目の異変, Jū go nichi-me no ihen) - Chapitre 604 : La tactique de Riboku (李牧の戦術, Riboku no senjutsu) - Chapitre 605 : La lecture d'Ousen (王翦の読み, Ōsen no yomi) - Chapitre 606 : Le déclic (起こり, Okori) - Chapitre 607 : Dialogue entre deux chefs (総大将の対話, Sō taishō no taiwa) - Chapitre 608 : Une chance de vaincre (中央軍の勝ち目, Chūō gun no kachime) - Chapitre 609 : Tempête sur la Chine (中華のうねり, Chūka no uneri) - Chapitre 610 : Le conseil de Rinshôjo (蘭相如の助言, Rin Sō Jo no jogen) - Chapitre 611 : L'avantage d'Ousen (王翦の分, Ōsen no bun) - Chapitre 612 : Celui qui détient la réponse (答えを持つ者, Kotae o motsu mono) - Chapitre 613 : La stratégie pour la victoire (必勝戦略, Hisshō senrya ku) |                   |                   |                  |                   |
| 57 | 19 mars 2020      | 978-4-08-891506-7 | 17 décembre 2020 | 978-2-36877-987-3 |
| Liste des chapitres : - Chapitre 614 : Pris en tenailles (挟撃戦, Kyōgeki-sen) - Chapitre 615 : Menace soudaine (本陣の危機, Honjin no kiki) - Chapitre 616 : La retraite d'Ousen (王翦の退路, Ōsen no tairo) - Chapitre 617 : Arrêter l'unité Hi Shin (飛信隊の止め方, Hishin-tai no tome kata) - Chapitre 618 : Une raison de se battre (戦場への思い, Senjō e no omoi) - Chapitre 619 : Le camp de Riboku (李牧本陣, Riboku honjin) - Chapitre 620 : Le cri du Bushin (武神の咆哮, Bushin no hōkō) - Chapitre 621 : L'invocatrice (堕とす者, Otosu mono) - Chapitre 622 : Houken (龐煖とは, Hōken to wa) - Chapitre 623 : Devenir le référent (模を示す, Katagi o shimesu) - Chapitre 624 : Le représentant des Hommes (人の代表, Hito no daihyō)                                                                                |                   |                   |                  |                   |
| 58 | 19 juin 2020      | 978-4-08-891599-9 | 17 décembre 2020 | 978-2-36877-988-0 |
| Liste des chapitres : - Chapitre 625 : Le paradoxe et la réponse (矛盾の答え, Mujun no kotae) - Chapitre 626 : Une réalité bien cruelle (残酷な現実, Zankoku na genjitsu) - Chapitre 627 : Au terme de la voie (道の行方, Michi no yukue) - Chapitre 628 : La flamme de la vie (命の火, Inochi no hi) - Chapitre 629 : Le rêve de Shin (信の夢, Shin no yume) - Chapitre 630 : Entre ciel et terre (天地の間, Tenchi no aida) - Chapitre 631 : Les escaliers rouges (朱い階段, Akai kaidan) - Chapitre 632 : Repartir (再始動, Sai shidō) - Chapitre 633 : Aux deux dixièmes (十の二, Jū no ni) - Chapitre 634 : L'échec d'une stratégie (戦略の破綻, Senrya ku no hatan) - Chapitre 635 : Une montagne de trésors (宝の山, Takara no yama)                                                                                         |                   |                   |                  |                   |
| 59 | 18 septembre 2020 | 978-4-08-891659-0 | 28 avril 2021    | 978-2-38275-309-5 |
| Liste des chapitres : - Chapitre 636 : Le ravitaillement (補給軍の行方, Hokyū gun no yukue) - Chapitre 637 : Le sort de Gyou (鄴の命, Gyō no inochi) - Chapitre 638 : Par le fleuve (水路, Suiro) - Chapitre 639 : La bonne nouvelle (吉報, Kippō) - Chapitre 640 : Le pilier du pays (国の要, Kuni no yō) - Chapitre 641 : Un problème à résoudre (深刻な問題, Shinkoku na mondai) - Chapitre 642 : Un honneur de premier rang (第一等の特別功, Dai ichi tō no tokubetsu kō) - Chapitre 643 : Une lutte acharnée (覚悟の通達, Kakugo no tsūtatsu) - Chapitre 644 : Le pavillon Tôsen (桃泉殿, Momo izumidono) - Chapitre 645 : Le roi de Zhao (趙王の命, Zhào ō no inochi) - Chapitre 646 : Depuis Ganmon (雁門以来, Ganmon irai)                                                                                                  |                   |                   |                  |                   |
| 60 | 18 décembre 2020  | 978-4-08-891735-1 | 28 avril 2021    | 978-2-38275-310-1 |
| Liste des chapitres : - Chapitre 647 : Intrigues à Kanan (河南の動き, Kanan no ugoki) - Chapitre 648 : La clémence (大王の問題, Daiō no mondai) - Chapitre 649 : L'enjeu (条件次第, Jōken shidai) - Chapitre 650 : L'ouverture des hostilités (開戦の日, Kaisen no hi) - Chapitre 651 : Un lieu prisé (援軍来たる, Engun kitaru) - Chapitre 652 : La réponse (主からの言葉, Nushi kara no kotoba) - Chapitre 653 : Au coude-à-coude (共闘せよ, Kyōtō seyo) - Chapitre 654 : Les pièces rapportées (楚にあらず, Chǔ ni arazu) - Chapitre 655 : Une nouvelle stratégie (新たな戦術, Arata na senjutsu) - Chapitre 656 : Un adversaire intéressant (興味がある, Kyōmi ga aru) - Chapitre 657 : Derrière la libération (解放の意味, Kaihō no imi)                                                                                       |                   |                   |                  |                   |

### Tomes 61 à 70
| no | Japonais          | Japonais          | Français         | Français          |
| no | Date de sortie    | ISBN              | Date de sortie   | ISBN              |
| --- | ----------------- | ----------------- | ---------------- | ----------------- |
| 61 | 19 avril 2021     | 978-4-08-891843-3 | 22 décembre 2021 | 978-2-38275-311-8 |
| Liste des chapitres : - Chapitre 658 : Être prêt à une chose (一つの覚悟, Hito-tsu no kakugo) - Chapitre 659 : Jusqu'au jour où nous nous reverrons (次会う日まで, Tsugo au hi made) - Chapitre 660 : Le bien et le mal (善か悪か, Zen ka waru ka) - Chapitre 661 : Avantagés (利有り, Ri ari) - Chapitre 662 : Une autre raison (苦戦の理由, Kusen no riyū) - Chapitre 663 : Les rumeurs (羌瘣の噂, Kyōkai no uwasa) - Chapitre 664 : La protégée (妹分, Imōtobun) - Chapitre 665 : L'objectif de Kyourei (礼の目的, Rei no mokuteki) - Chapitre 666 : Sur le fil (闇の淵, Yami no fuchi) - Chapitre 667 : Trois jours après (三日後, Mikka-go) - Chapitre 668 : La trahison (裏切り, Uragiri) |                   |                   |                  |                   |
| 62 | 16 juillet 2021   | 978-4-08-892030-6 | 22 décembre 2021 | 978-2-38275-312-5 |
| Liste des chapitres : - Chapitre 669 : Shiki (識, Shiki) - Chapitre 670 : Une erreur fatale (致命的なこと, Chimei-teki na koto) - Chapitre 671 : Les nominations (任命の儀, Ninmei no gi) - Chapitre 672 : Les ailes dorées (黄金の翼, Ōgon no tsubasa) - Chapitre 673 : Panorama (漂う空気, Tadayou kūki) - Chapitre 674 : Un terrain défavorable (険地への誘い, Ken chi e no sasoi) - Chapitre 675 : En avant (前へ, Mae e) - Chapitre 676 : La soif (渇きの理由, Kawaki no riyū) - Chapitre 677 : L'affectation (飛信隊の行方, Hishin-tai no yukue) - Chapitre 678 : Eikyû (影丘, Eikyū) - Chapitre 679 : Les falaises (攻略の糸口, Kōrya ku no itoguchi) |                   |                   |                  |                   |
| 63 | 19 novembre 2021  | 978-4-08-892129-7 | 18 novembre 2022 | 978-2-38275-313-2 |
| Liste des chapitres : - Chapitre 680 : Un message du chef (お頭の伝言, O atama no dengon) - Chapitre 681 : Une ténacité à toute épreuve (強靱な力, Kyōjin na chikara) - Chapitre 682 : Au sommet (崖上の闘争, Gaijō no tōsō) - Chapitre 683 : Un père attentionné (バカ親子, Baka oyako) - Chapitre 684 : L'assaut du bataillon détaché (奇襲の別働隊, Kishū no betsudōtai) - Chapitre 685 : L'heure du jugement (断罪の時, Danzai no toki) - Chapitre 686 : L'objectif de Kanki (恒騎の狙い, Tsune-ki no nerai) - Chapitre 687 : La douleur (痛み, Itami) - Chapitre 688 : Tout dans le mouvement (勤きの勝負, Tsutomoki no shōbu) - Chapitre 689 : Le plus grand divertissement (最大の娯楽, Saidai no goraku) - Chapitre 690 : Comme prévu (予定通り, Yotei-dōri) |                   |                   |                  |                   |
| 64 | 18 février 2022   | 978-4-08-892216-4 | 18 novembre 2022 | 978-2-38275-314-9 |
| Liste des chapitres : - Chapitre 691 : Le nombre de feux (竈の数, Kamado no kazu) - Chapitre 692 : Un 3e type de soldat (第三の兵, Dai san no hei) - Chapitre 693 : Rien de nouveau (浅い話, Asai hanashi) - Chapitre 694 : Une guerre d'information (情報戦, Jōhō-sen) - Chapitre 695 : Le coffre (箱, Hako) - Chapitre 696 : Des rumeurs de libération (解放の噂, Kaihō no uwasa) - Chapitre 697 : Le devoir d'un général (将軍の役目, Shōgun no yakume) - Chapitre 698 : Derrière le massacre (虐殺の理由, Gyakusatsu no riyū) - Chapitre 699 : Le nombre de têtes (首級の数, Shukyū no kazu) - Chapitre 700 : Les secousses d'après-conflit (戦後の軋み, Sengo no kishimi) - Chapitre 701 : Le retour d'un grand général (大将軍の帰還, Daishōgun no kikan) |                   |                   |                  |                   |
| 65 | 17 juin 2022      | 978-4-08-892332-1 | 14 avril 2023    | 978-2-38275-315-6 |
| Liste des chapitres : - Chapitre 702 : Un spectacle inattendu (驚くべきもの, Odorokubeki mono) - Chapitre 703 : À revers (逆手の大戦略, Gyakute no dai senryaku) - Chapitre 704 : En direction du Nord (北上開始, Hokujō kaishi) - Chapitre 705 : Une stratégie terrifiante (李牧の敵を半分にする, Riboku no teki o hanbun ni suru) - Chapitre 706 : L'esprit de l'armée de Kochô (扈輒軍の精神, Kozu-gun no seishin) - Chapitre 707 : Une réticence divine (乗らない相手, Noranai aite) - Chapitre 708 : L'intensité d'une vengeance (復讐心の度合い, Fukushū shin no doai) - Chapitre 709 : Une alternative d'importance (大きな選択, Ōkina sentaku) - Chapitre 710 : Pas du même monde (世界の違い, Sekai no chigai) - Chapitre 711 : Un nombre trop juste ? (微妙な数, Bimyōna kazu) - Chapitre 712 : Une avancée miraculeuse (奇跡の前進, Kiseki no zenshin) - Chapitre 713 : La veille avant la bataille (決戦前夜, Kessen zen'ya) |                   |                   |                  |                   |
| 66 | 16 septembre 2022 | 978-4-08-892425-0 | 14 avril 2023    | 978-2-38275-316-3 |
| Liste des chapitres : - Chapitre 714 : Puissent vos pensées devenir force (思いを力に, Omoi o chikara ni) - Chapitre 715 : Un déroulé sans accroc (描き切られた戦い, Kaki kira reta tatakai) - Chapitre 716 : Un plan de secours ? (打開策の有無, Dakai-saku no umu) - Chapitre 717 : Créer l'avantage (優勢な場所, Yūseina basho) - Chapitre 718 : Des forces combinées (共闘の力, Kyōtō no chikara) - Chapitre 719 : Formation en vrille (錐型の陣, Kiri-gata no jin) - Chapitre 720 : Les drapeaux (指示旗, Shiji hata) - Chapitre 721 : La véritable valeur (真骨頂, Shinkotchō) - Chapitre 722 : Souffler des deux côtés (前後の呼吸, Zengo no kokyū) - Chapitre 723 : Le passage (飛信隊の道, Hishin-tai no michi) - Chapitre 724 : Quatre grandes batailles (李信は桓騎を見殺しにする, Hi Shin wa Kan Ki o migoroshi ni suru) |                   |                   |                  |                   |
| 67 | 19 janvier 2023   | 978-4-08-892568-4 | 15 décembre 2023 | 978-2-38275-317-0 |
| Liste des chapitres : - Chapitre 725 : Une formation peu commune (異様な陣形, Iyōna jinkei) - Chapitre 726 : Un espace avantageux (強くなる場所, Tsuyoku naru basho) - Chapitre 727 : La hache de Kanki (桓騎の鉞, Kan Ki to masakari) - Chapitre 728 : Vétérans parmi les vétérans (最古参, Saikozan) - Chapitre 729 : Un garçon aux traits si doux (美しい子, Utsukushī ko) - Chapitre 730 : Kôshun (紅春, Beni haru) - Chapitre 731 : Des fantassins acharnés (命懸けの歩兵団, Inochigake no hohei-dan) - Chapitre 732 : La science du clan Saki (砂鬼の術, Suna oni no jutsu) - Chapitre 733 : Ceux à qui ont a tous pris (奪われた者, Ubawareta mono) - Chapitre 734 : Un moyen de survivre (生き延びる手段, Ikinobiru shudan) - Chapitre 735 : Ces enfoirés de l'entre-deux (中間のやつら, Chūkan no yatsura) |                   |                   |                  |                   |
| 68 | 18 avril 2023     | 978-4-08-892738-1 | 15 décembre 2023 | 978-2-38275-318-7 |
| Liste des chapitres : - Chapitre 736 : Une cité stratégique (重要な城, Jūyō na shiro) - Chapitre 737 : La solidarité des hommes de Zhao (趙人の結束, Chō hito no kessoku) - Chapitre 738 : La tête de Kanki (桓騎の首, Kanki no kubi) - Chapitre 739 : Sur les remparts (城壁の上, Jōheki no ue) - Chapitre 740 : Ce qu'une fin peut signifier (結末の意味, Ketsumatsu no imi) - Chapitre 741 : Un dernier pari (最後の博打, Saigo no bakuchi) - Chapitre 742 : Le bouclier de Riboku (李牧の盾, Riboku no tate) - Chapitre 743 : La promesse (誓い, Chikai) - Chapitre 744 : Les soldats de Ganmon (雁門兵, Ganmon Hei) - Chapitre 745 : Le moment décisif (決着の刻, Ketchaku no Koku) - Chapitre 746 : Ce qui fait défaut au talent (気持ちの戦い, Kimochi no Tatakai) |                   |                   |                  |                   |
| 69 | 19 juillet 2023   | 978-4-08-892747-3 | 15 décembre 2023 | 978-2-38275-319-4 |
| Liste des chapitres : - Chapitre 747 : Le message du chef (お頭の伝言, O Atama no Dengon) - Chapitre 748 : L'instinct d'Ogiko (オギコの勘, Ogiko no Kan) - Chapitre 749 : La famille (家族, Kazoku) - Chapitre 750 : Kanki le décapiteur (首斬り桓騎, Kubikiri Kanki) - Chapitre 751 : Un écart d'une seconde (一秒の差, Ichi-byō no Sa) - Chapitre 752 : Vers notre sanctuaire (聖地へ, Seichi e) - Chapitre 753 : Les gars de l'arrière-garde (最後尾, Saigō) - Chapitre 754 : Les réjouissances (享楽の刻, Kyōraku no Koku) - Chapitre 755 : Une rencontre décisive (それぞれの進路, Sorezore no Shinro) - Chapitre 756 : La prochaine opération (次の戦略, Tsugi no Senryaku) - Chapitre 757 : La capitale des trois États de Jin (新鄭, Shintei) |                   |                   |                  |                   |
| 70 | 17 novembre 2023  | 978-4-08-892895-1 | 23 août 2024     | 978-2-38275-320-0 |
| Liste des chapitres : - Chapitre 758 : Feintes et roueries (化かし合い, Bakashi Ai) - Chapitre 759 : Un monarque singulier (歪な国王, Ibitsuna Kokuō) - Chapitre 760 : Ce qui ne change pas (変わらないもの, Kawaranai Mono) - Chapitre 761 : La guerre de l'information (情報戦, Jōhōsen) - Chapitre 762 : Un légiste très ordinaire (普通の法家, Futsū no Hōka) - Chapitre 763 : Un autre objectif (他の目的, Hoka no Mokuteki) - Chapitre 764 : Un monstre (怪物, Kaibutsu) - Chapitre 765 : Une lutte dans l'ombre (暗い戦い, Kurai Tatakai) - Chapitre 766 : Des condisciples (同門の友, Dōmon no Tomo) - Chapitre 767 : Le village de Jôto (城戸村, Jōto Mura) - Chapitre 768 : Leur promesse (二人の約束, Futari no Yakusoku) |                   |                   |                  |                   |

### Tomes 71 à aujourd'hui
| no | Japonais          | Japonais          | Français         | Français          |
| no | Date de sortie    | ISBN              | Date de sortie   | ISBN              |
| --- | ----------------- | ----------------- | ---------------- | ----------------- |
| 71 | 19 février 2024   | 978-4-08-893119-7 | 23 août 2024     | 978-2-38503-529-7 |
| Liste des chapitres : - Chapitre 769 : La nouvelle unité Hi Shin (新生飛信隊, Shinsei Hisshin-tai) - Chapitre 770 : La force de frappe de Qin cette année-là (今年の軍力, Kotoshi no Gunryoku) - Chapitre 771 : Des sentiments revanchards (雪辱戦, Setsujoku-sen) - Chapitre 772 : Différentes fortunes (それぞれの武運, Sorezore no Buun) - Chapitre 773 : Le déclenchement des hostilités (開戦の口火, Kaisen no Kuchibi) - Chapitre 774 : Au-delà de toute prédiction (予想の上, Yosō no Ue) - Chapitre 775 : Une présence importune (厄介な存在, Yakkaina Sonzai) - Chapitre 776 : La maladresse (不器用なところ, Bukiyōna Tokoro) - Chapitre 777 : L'ennemi en travers de la route (立ちはだかる敵, Tachihadakaru Teki) - Chapitre 778 : Un léger mais mauvais pressentiment (違和感の訳, Iwakan no Wake) - Chapitre 779 : L'homme-obstacle (障壁となる男, Shōheki to Naru Otoko) |                   |                   |                  |                   |
| 72 | 17 mai 2024       | 978-4-08-893237-8 | 20 décembre 2024 | 978-2-38503-530-3 |
| Liste des chapitres : - Chapitre 780 : Attaques et défenses de l'armée centrale (中央軍の攻防, Chūō-gun no Kōbō) - Chapitre 781 : Deux braves en renfort (二傑の加勢, Ni Suguru no Kasei) - Chapitre 782 : Le passag d'un grand commandant (総大将の進路, Sōdaishō no Shinro) - Chapitre 783 : Un stratagème si basique (子供じみた手, Kodomo Jimita-te) - Chapitre 784 : La force de Seika (青歌の強さ, Ao Uta no Tsuyosa) - Chapitre 785 : La géante (大女, Dai On'na) - Chapitre 786 : L'exigence d'une détermination (覚悟の必要, Kakugo no Hitsuyō) - Chapitre 787 : Le serment du sang de loup (狼血の契り, Ōkami Chi no Chigiri) - Chapitre 788 : Les prévisions d'Ousen (王翦の想定, Ōsen no Sōtei) - Chapitre 789 : Les derniers remparts (最後の壁, Saigo no Kabe) - Chapitre 790 : Le sang de Seika (青歌の血, Ao Uta no Chi)                                                |                   |                   |                  |                   |
| 73 | 19 septembre 2024 | 978-4-08-893381-8 | 20 décembre 2024 | 978-2-38503-531-0 |
| Liste des chapitres : - Chapitre 791 : Les guerres des autres (他人の戦争, Tanin no Sensō) - Chapitre 792 : Celui sur qui repose la fuite (脱出の責任, Dasshutsu no Sekinin) - Chapitre 793 : Une véritable arrière-garde (本物の殿, Honmono no Tono) - Chapitre 794 : Ce qui restera derrière nous (根を残す, Ne o Nokosu) - Chapitre 795 : Pour gagner (勝つために, Katsu Tame ni) - Chapitre 796 : Une lueur d'espoir (一縷の望み, Ichiru no Nozomi) - Chapitre 797 : Voler en éclats (砕け散る, Kudake Chiru) - Chapitre 798 : Une femme aimée (愛する女, Aisuru On'na) - Chapitre 799 : Le cycle de la guerre (戦争の輪, Sensō no wa) - Chapitre 800 : Les trois piliers (三つの柱, Mittsu no Hashira) - Chapitre 801 : Un premier pas vers le redressement (二つ目の柱, Futatsu-me no Hashira)                                                                                    |                   |                   |                  |                   |
| 74 | 18 décembre 2024  | 978-4-08-893478-5 | 6 août 2025      | 978-2-38503-532-7 |
| Liste des chapitres : - Chapitre 802 : Les troupes d'un grand général (大将軍の軍勢, Daishōgun no Gunzei) - Chapitre 803 : Le troisième pilier (三本目の柱, Mitsumoto-me no Hashira) - Chapitre 804 : Des nouveaux pléthoriques (異様な新兵群, Iyōna Shinpei-gun) - Chapitre 805 : La vitesse de l'éclair (電光石火, Denkōsekka) - Chapitre 806 : Trois choix (三つの選択, Mittsu no Sentaku) - Chapitre 807 : La cité de Nanyô (南陽城, Nan'yō Shiro) - Chapitre 808 : Les drapeaux (旗, Hata) - Chapitre 809 : La responsabilité des Six Grands Généraux (六将の責任, Roku shō no Sekinin) - Chapitre 810 : Le peuple de Nanyô (南陽の民, Nan'yō no min) - Chapitre 811 : Derrière la lame (刃の意味, Ha no imi) - Chapitre 812 : Sous le joug des lois (法の下に, Hō no Shita ni) |                   |                   |                  |                   |
| 75 | 18 mars 2025      | 978-4-08-893616-1 | 6 août 2025      | 978-2-38503-533-4 |
| Liste des chapitres : - Chapitre 813 : Du côté de Nanyô (南陽の姿, Nan'yō no Sugata) - Chapitre 814 : L'envoyé de Qin (秦の使者, Hata no Shisha) - Chapitre 815 : Au centre des attentions (列国の注目, Rekkoku no Chūmoku) - Chapitre 816 : L'exhortation d'un lieutenant (副将の檄, Fukushō no Geki) - Chapitre 817 : Rompre l'équilibre (拮抗を崩す, Kikkō o Kuzusu) - Chapitre 818 : Vers des tractations ? (最後尾の騰, Saigo no Tō) - Chapitre 819 : Les drapeaux (戦地の会談, Senchi no Kaidan) - Chapitre 820 : La démonstration de Tou (騰の話, Noboru no Hanashi) - Chapitre 821 : Un guerrier colossal (怪力の戦士, Kairiki no Senshi) - Chapitre 822 : Les fléaux de Wei et de Zhao (魏趙の凶星, Gichō no Kyōsei) - Chapitre 823 : La perspective de Raku Akan (洛亜完の視界, Rakuakan no Shikai)                                                                           |                   |                   |                  |                   |
| 76 | 17 juillet 2025   | 978-4-08-893737-3 |                  |                   |
| Liste des chapitres : - Chapitre 824 : (役割, Yakuwari) - Chapitre 825 : (南陽石, Nan'yō Ishi) - Chapitre 826 : (質の差, Shitsu no sa) - Chapitre 827 : (遺産の存在, Isan no Sonzai) - Chapitre 828 : (騰軍の傑物, Tōgun no Kettsumono) - Chapitre 829 : (英雄の名, Eiyū no na) - Chapitre 830 : (新鄭の混乱, Shin Tei no Konran) - Chapitre 831 : (東砂の戦況, Higashisuna no Senkyō) - Chapitre 832 : (東砂の激戦, Higashisuna no Gekisen) - Chapitre 833 : (重要な進言, Jūyōna Shingen) - Chapitre 834 : (韓軍の士気, Kangun no Shiki) |                   |                   |                  |                   |
| 77 | 17 octobre 2025   | 978-4-08-893834-9 |                  |                   |
| Liste des chapitres : - Chapitre 835 : (ふつうの人, Futsū no Hito) - Chapitre 836 : (王族の役目, Ōzoku no Yakume) - Chapitre 837 : (東龍の鐘, Tōryū no Kane) - Chapitre 838 : (入城, Nyūjō) - Chapitre 839 : (反逆行為, Hangyaku Kōi) - Chapitre 840 : (譲渡, Jōto) - Chapitre 841 : (大きな歪み, Ōkina Yugami) - Chapitre 842 : (業の重さ, Gō no Omosa) - Chapitre 843 : (巨大法治国家, Kyodai Hōchi Kokka) - Chapitre 844 : (想像を超えた武将, Sōzō o Koeta Bushō) - Chapitre 845 : (関与の軍勢, Kanyo no Gunzei) |                   |                   |                  |                   |
| — |                   |                   |                  |                   |
| Liste des chapitres : - Chapitre 846 : (つけたい名前, Tsuketai Namae) |                   |                   |                  |                   |

### Tomes
Édition japonaise
1. ↑  Tome 1
2. ↑  Tome 2
3. ↑  Tome 3
4. ↑  Tome 4
5. ↑  Tome 5
6. ↑  Tome 6
7. ↑  Tome 7
8. ↑  Tome 8
9. ↑  Tome 9
10. ↑  Tome 10
11. ↑  Tome 11
12. ↑  Tome 14
13. ↑  Tome 13
14. ↑  Tome 14
15. ↑  Tome 15
16. ↑  Tome 16
17. ↑  Tome 17
18. ↑  Tome 18
19. ↑  Tome 19
20. ↑  Tome 20
21. ↑  Tome 21
22. ↑  Tome 22
23. ↑  Tome 23
24. ↑  Tome 24
25. ↑  Tome 25
26. ↑  Tome 26
27. ↑  Tome 27
28. ↑  Tome 28
29. ↑  Tome 29
30. ↑  Tome 30
31. ↑  Tome 31
32. ↑  Tome 32
33. ↑  Tome 33
34. ↑  Tome 34
35. ↑  Tome 35
36. ↑  Tome 36
37. ↑  Tome 37
38. ↑  Tome 38
39. ↑  Tome 39
40. ↑  Tome 40
41. ↑  Tome 41
42. ↑  Tome 42
43. ↑  Tome 43
44. ↑  Tome 44
45. ↑  Tome 45
46. ↑  Tome 46
47. ↑  Tome 47
48. ↑  Tome 48
49. ↑  Tome 49
50. ↑  Tome 50
51. ↑  Tome 51
52. ↑  Tome 52
53. ↑  Tome 53
54. ↑  Tome 54
55. ↑  Tome 55
56. ↑  Tome 56
57. ↑  Tome 57
58. ↑  Tome 58
59. ↑  Tome 59
60. ↑  Tome 60
61. ↑  Tome 61
62. ↑  Tome 62
63. ↑  Tome 63
64. ↑  Tome 64
65. ↑  Tome 65
66. ↑  Tome 66
67. ↑  Tome 67
68. ↑  Tome 68
69. ↑  Tome 69
70. ↑  Tome 70
71. ↑  Tome 71
72. ↑  Tome 72
73. ↑  Tome 73
74. ↑  Tome 74
75. ↑  Tome 75
76. ↑  Tome 76
77. ↑  Tome 77

Édition française
1. ↑  Tome 1
2. ↑  Tome 2
3. ↑  Tome 3
4. ↑  Tome 4
5. ↑  Tome 5
6. ↑  Tome 6
7. ↑  Tome 7
8. ↑  Tome 8
9. ↑  Tome 9
10. ↑  Tome 10
11. ↑  Tome 11
12. ↑  Tome 12
13. ↑  Tome 13
14. ↑  Tome 14
15. ↑  Tome 15
16. ↑  Tome 16
17. ↑  Tome 17
18. ↑  Tome 18
19. ↑  Tome 19
20. ↑  Tome 20
21. ↑  Tome 21
22. ↑  Tome 22
23. ↑  Tome 23
24. ↑  Tome 24
25. ↑  Tome 25
26. ↑  Tome 26
27. ↑  Tome 27
28. ↑  Tome 28
29. ↑  Tome 29
30. ↑  Tome 30
31. ↑  Tome 31
32. ↑  Tome 32
33. ↑  Tome 33
34. ↑  Tome 34
35. ↑  Tome 35
36. ↑  Tome 36
37. ↑  Tome 37
38. ↑  Tome 38
39. ↑  Tome 39
40. ↑  Tome 40
41. ↑  Tome 41
42. ↑  Tome 42
43. ↑  Tome 43
44. ↑  Tome 44
45. ↑  Tome 45
46. ↑  Tome 46
47. ↑  Tome 47
48. ↑  Tome 48
49. ↑  Tome 49
50. ↑  Tome 50
51. ↑  Tome 51
52. ↑  Tome 52
53. ↑  Tome 53
54. ↑  Tome 54
55. ↑  Tome 55
56. ↑  Tome 56
57. ↑  Tome 57
58. ↑  Tome 58
59. ↑  Tome 59
60. ↑  Tome 60
61. ↑  Tome 61
62. ↑  Tome 62
63. ↑  Tome 63
64. ↑  Tome 64
65. ↑  Tome 65
66. ↑  Tome 66
67. ↑  Tome 67
68. ↑  Tome 68
69. ↑  Tome 69
70. ↑  Tome 70
71. ↑  Tome 71
72. ↑  Tome 72
73. ↑  Tome 73
74. ↑  Tome 74
75. ↑  Tome 75